# Colombe du Costa Rica
Geotrygon costaricensis
Espèce
Statut de conservation UICN

 LC  : Préoccupation mineure
La Colombe du Costa Rica (Zentrygon costaricensis, anciennement Geotrygon costaricensis) est une espèce d'oiseaux de la famille des Columbidae.

## Répartition
Cet oiseau vit à travers la cordillère de Talamanca.

## Habitat
Elle habite les forêts humides tropicales et subtropicales en altitude.